# Dinnahalli, Gudibanda
Dinnahalli là một làng thuộc tehsil Gudibanda, huyện Kolar, bang Karnataka, Ấn Độ.